# Serif
Seriffer er små grafiske tilføjelser til bogstavets krop. Et eksempel på en skrifttype med seriffer er Times New Roman. På dansk beskrives seriffer ofte som "fødder". 
Seriffer findes på antikva-skrifttyper og forbedrer læsbarheden ved at skabe en sammenhæng mellem bogstaverne, men gør skriften svær at læse, hvis den er meget lille. Skrifttyper uden disse tilføjelser, såkaldte sans-serif-fonte (sans=uden) kaldes oprindelig groteske. 
llustrationen viser brugen af seriffer: